# Smardzew (powiat zgierski)
Smardzew – wieś w Polsce położona w województwie łódzkim, w powiecie zgierskim, w gminie Zgierz. Wraz z sąsiednimi wsiami Maciejów i Rozalinów tworzy sołectwo Maciejów.
W latach 1975–1998 miejscowość należała administracyjnie do ówczesnego województwa łódzkiego.